# Gil Baiano
Gil Baiano, właśc. José Gildásio Pereira de Matos (ur. 3 listopada 1966 w Tucano) – piłkarz brazylijski, występujący podczas kariery na pozycji obrońcy.

## Kariera klubowa
Karierę piłkarską Gil Baiano rozpoczął w klubie Guarani FC w 1986. W latach 1988–1993 Gil był zawodnikiem Bragantino Bragança Paulista. Z Bragantino zdobył mistrzostwo stanu São Paulo – Campeonato Paulista w 1990.
Rok wcześniej awansował do ligi brazylijskiej. W latach 1993–1994 występował w SE Palmeiras. Z Palmeiras zdobył mistrzostwo Brazylii w 1993 oraz mistrzostwo stanu w 1994. Następnymi klubami Gila Baiano były Vitória Salvador i Paraná Clube. Z Paraną dwukrotnie zdobył mistrzostwo stanu Paraná – Campeonato Paranaense w 1995 i 1996. W 1996 Gil zdecydował się na transfer do Europy do portugalskiego Sportingu. Po roku powrócił do Brazylii, gdzie został zawodnikiem Ituano Itu.
W 1998 i 2000 ponownie był zawodnikiem Parany. W barwach Parany 9 grudnia 2000 w wygranym 2-0 meczu z CR Vasco da Gama Gil Baiano wystąpił po raz ostatni w lidze brazylijskiej. W 73 min. strzelił jedyną bramkę w tym meczu. Ogółem w latach 1990–2000 wystąpił w lidze w 121 meczach, w których strzelił 6 bramek. Karierę zakończył w Ceilândii w 2007.

## Kariera reprezentacyjna
W reprezentacji Brazylii Gil Baiano zadebiutował 12 września 1990 w przegranym 0-3 towarzyskim meczu z reprezentacją Hiszpanii. Ostatni raz w reprezentacji Gil Baiano wystąpił 27 marca 1991 w zremisowanym 3-3 towarzyskim meczu z reprezentacją Argentyny.
| Mecze i gole w reprezentacji | Mecze i gole w reprezentacji | Mecze i gole w reprezentacji | Mecze i gole w reprezentacji | Mecze i gole w reprezentacji | Mecze i gole w reprezentacji | Mecze i gole w reprezentacji |
| #                            | Data                         | Miasto                       | Przeciwnik                   | Gol                          | Wynik                        | Rozgrywki                    |
| ---------------------------- | ---------------------------- | ---------------------------- | ---------------------------- | ---------------------------- | ---------------------------- | ---------------------------- |
| 1.                           | 12.09.1990                   | Gijón                        | Hiszpania                    |                              | 0:3                          | towarzyski                   |
| 2.                           | 17.10.1990                   | Santiago                     | Chile                        |                              | 0:0                          | towarzyski                   |
| N1.                          | 31.10.1990                   | Mediolan                     | Reszta Świata                |                              | 1:2                          | towarzyski                   |
| 3.                           | 08.11.1990                   | Belém                        | Chile                        |                              | 0:0                          | towarzyski                   |
| 4.                           | 13.12.1990                   | Los Angeles                  | Meksyk                       |                              | 0:0                          | towarzyski                   |
| 5.                           | 27.02.1991                   | Campo Grande                 | Paragwaj                     |                              | 1:1                          | towarzyski                   |
| 6.                           | 27.03.1991                   | Buenos Aires                 | Argentyna                    |                              | 3:3                          | towarzyski                   |